# Марія Терезія Льовенштайн-Вертгайм-Розенберзька
Марія Терезія Софія Пія Анна Мельхіора Льовенштайн-Вертгайм-Розенберзька (нім. Maria Theresia Sophie Pia Anna Melchiora zu  Löwenstein-Wertheim-Rosenberg, 4 січня 1870 — 17 січня 1935) — принцеса Льовенштайн-Вертгайм-Розенберзька, донька князя Карла Льовенштайн-Вертгайм-Розенберга та принцеси Ліхтейнштейнської Софії, дружина герцога де Браганси Мігеля, матір претендента на португальський престол Дуарте Нуно.

## Біографія
Марія Терезія народилася 4 січня 1870 року в Римі. Вона була п'ятою дитиною та четвертою донькою в родині князя Карла Льовенштайн-Вертгайм-Розенберга та його другої дружини Софії Ліхтейнштейнської. Дівчинка мала старших сестер Франциску, Адельгейду та Софію й брата Йозефа, який за півтора місяця помер. Родина згодом поповнилася ще двома синами та донькою.

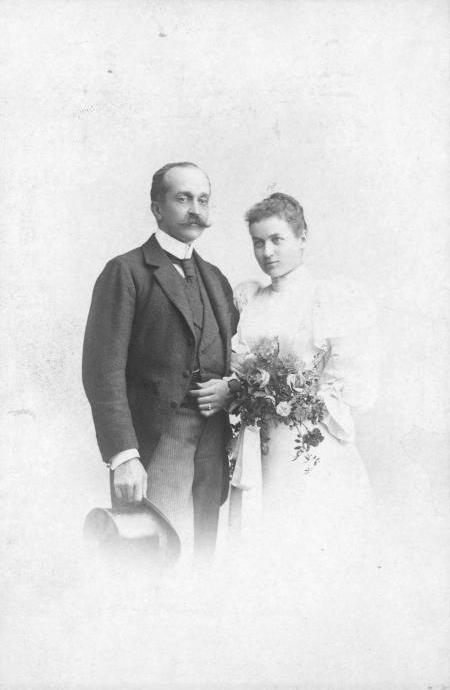
Марія Терезія із чоловіком, 1893

У 23 роки Марія Терезія взяла шлюб із 40-річним герцогом Браганса Мігелем, єдиним сином скинутого короля Португалії Мігела I. Наречений був удівцем і мав трьох дітей-підлітків від першого шлюбу. Весілля пройшло 8 листопада 1893 у Кляйнгойбаху в Баварії. Оселилася пара в маєтку Бронбах. У подружжя народилося восьмеро спільних дітей
Мігел був вояком австро-угорської армії, під час Першої світової мав чин фельдмаршала-лейтенанта.  Залишив військо у 1916 році, після чого родина оселилася у замку Зеєбенштайн поблизу Відня. Після закінчення війни матеріальне становище родини значно погіршилося.
У жовтні 1927 року Мігел пішов з життя. Марія Терезія пережила його на сім років і померла  17 січня 1935 року у віденському аеропорту Асперн. Похована у крипті каплиці Терезії жіночого монастиря кармеліток в районі Деблінг у Відні.

## Нагороди
- Орден Святої Ізабелли (Дім Браганса);
- Орден Зіркового хреста (Австро-Угорщина).

## Родина
Чоловік — Мігель де Браганса
Дітиː
- Марія Ізабелла (1894—1970) — дружина 9-го князя Турн-унд-Таксіс Франці Йозефа, мали п'ятеро дітей;
- Марія Бенедіта (1896—1971) — одружена не була, дітей не мала;
- Мафальда (1898—1918) — одружена не була, дітей не мала;
- Марія Анна (1899—1971) — дружина 10-го князя Турн-унд-Таксіс Карла Августа, мала четверо дітей;
- Марія Антонія (1903—1973) — дружина американця Сіднея Ешлі Ченлера, мала трьох дітей;
- Філіпа (1905—1990) — одружена не була, дітей не мала;
- Дуарте Нуно (1907—1976) — герцог Браганса, претендент на португальський трон у 1932—1976 роках, був одруженим із принцесою Орлеан-Браганса Марією Франческою, мав трьох синів;
- Марія Аделаїда (1912—2012) — дружина доктора біохімії Ніколааса ван Удена, мала шестеро дітей.